# 36 Geminorum
36 Geminorum (d Geminorum) é uma estrela na direção da Gemini. Possui uma ascensão reta de 06h 51m 33.05s e uma declinação de +21° 45′ 40.4″. Sua magnitude aparente é igual a 5.28. Considerando sua distância de 529 anos-luz em relação à Terra, sua magnitude absoluta é igual a −0.77. Pertence à classe espectral A2V.